# Іванчук Олександра Степанівна
Олександра Степанівна Іванчук (нар. 20 лютого 1950, місто Коломия, тепер Івано-Франківської області) — українська радянська діячка, верстатниця Коломийської щетинно-щіткової фабрики Івано-Франківської області. Депутат Верховної Ради СРСР 10-го скликання.

## Біографія
Народилася в робітничій родині, мати працювала в перукарні. Закінчила вісім класів середньої школи в Коломиї.
У 1966—1968 роках — майстер перукарні Коломийського комбінату побутового обслуговування Івано-Франківської області. Освіта середня: закінчила Коломийську вечірню середню школу.
З 1968 року — верстатниця Коломийської щетинно-щіткової фабрики Івано-Франківської області.
Потім — на пенсії в місті Коломиї Івано-Франківської області.

## Нагороди
- орден Трудової Слави ІІІ ст.